# Eriocaulon hessii
Eriocaulon hessii är en gräsväxtart som beskrevs av Harold Norman Moldenke. Eriocaulon hessii ingår i släktet Eriocaulon och familjen Eriocaulaceae.
Artens utbredningsområde är Angola. Inga underarter finns listade i Catalogue of Life.